# Fedești, Vaslui
Fedești este un sat în comuna Șuletea din județul Vaslui, Moldova, România.

În august 1984, pe dealul Recea din satul Fedești a fost descoperit un tezaur format din 200 de monede histriene din bronz și două piese de podoabă. Monedele, recuperate și datorită implicării elevilor și a învățătorului V. Apostol, aparțin tipului cu capul lui Apollo, inspirat de staterii de aur ai lui Filip al II-lea. Această descoperire evidențiază influența macedoneană asupra regiunii de la Dunărea de Jos în contextul cuceririi Scythiei Minor în 330 î.e.n. Tezaurul reflectă atât legăturile economice ale geto-dacilor cu lumea greacă, cât și impactul politic al expansiunii macedonene.
 Acest articol despre o localitate din județul Vaslui este deocamdată un ciot. Puteți ajuta Wikipedia prin completarea lui.

1. ↑  Bucur Mitrea, Constantin Buzdugan, Vasile Apostol (aprilie 1983). Acta Moldaviae Meridionalis. Anuarul Muzeului Judeţean Vaslui. p. 149-154.